# Cynophalla ecuadorica
Cynophalla ecuadorica är en kaprisväxtart som först beskrevs av Hugh Hellmut Iltis, och fick sitt nu gällande namn av Hugh Hellmut Iltis och Cornejo. Cynophalla ecuadorica ingår i släktet Cynophalla, och familjen kaprisväxter. Inga underarter finns listade i Catalogue of Life.